# Hubert Aiwanger
Hubert Aiwanger (Ergoldsbach, 26 gennaio 1971) è un politico tedesco, presidente dei Liberi Elettori (in tedesco Freie Wähler). Da novembre 2018 è Vice Primo Ministro e Ministro dell'Economia della Baviera..

## Carriera politica
Aiwanger è membro dei Liberi Elettori dal 2002 e presidente della federazione bavarese del partito. Sotto la sua presidenza i Liberi Elettori raggiunnsero il 10,8% dei voti nelle elezioni del Landtag bavarese del 2008, superando per la prima volta la soglia del 5% necessaria per entrare nel parlamento regionale. Nel 2010 Aiwanger venne eletto anche presidente federale del partito. Dopo le elezioni del Landtag bavarese del 2018, il partito ha formato una coalizione con la CSU, entrando nel governo regionale presieduto dal presidente Markus Söder. A novembre 2018 Aiwanger è diventato ministro dell'economia e vicepresidente della Baviera. In questa veste, è stato responsabile per la risposta economica alla pandemia di COVID-19 in Baviera.

## Posizioni politiche
Durante la crisi economica della Grecia Aiwanger criticò la posizione del governo tedesco, all'epoca guidato da Angela Merkel, caldeggiando il ritorno della Grecia alla Dracma. Sulla questione migratoria Aiwanger ha dichiarato che la Germania deva considerare il Canada come modello. È a favore di una liberalizzazione del diritto di possedere armi e si è opposto all'obbligo di vaccinazione. Dopo aver espresso pubblicamente dubbi riguardo all′efficacia e ai possibili effetti collaterali della vaccinazione contro il COVID-19, nel novembre 2021 ha dichiarato di essersi vaccinato. In precedenza il suo scetticismo verso i vaccini aveva causato tensioni con la CSU. Aiwanger è un critico della cultura della cosiddetta political correctness. Accusa soprattutto i verdi di perseguire una ideologia elitista politically correct lontano dai valori dei "cittadini normali." La sua retorica è stata criticata per una supposta vicinanza al populismo del partito Alternative für Deutschland. Nell'agosto 2023, poche settimane prima delle elezioni statali bavaresi, la Süddeutsche Zeitung affermò che Aiwanger, da studente diciassettenne, aveva scritto un pamphlet che banalizzava il regime nazista e chiedeva l'uccisione dei cosiddetti "traditori della patria" ad Aschwitz. Aiwanger negò immediatamente la paternità del documento, affermando che in realtà era stato scritto da suo fratello. Il primo ministro bavarese Söder chiese un chiarimento completo delle accuse e condannò fermamente il contenuto del documento.